# Kreis Schönebeck
De Kreis Schönebeck was een kreis in de Duitse Democratische Republiek. De kreis ontstond in 1952 en maakte deel uit van de Bezirk Maagdenburg en aansluitend van de deelstaat Saksen-Anhalt na de Duitse hereniging. Kreisstadt was Schönebeck.

## Geschiedenis
Op 1 juli 1950 vond er in de DDR een eerste kreishervorming plaats. In het toenmalige Land Sachsen-Anhalt werd uit de tot dan toe zelfstandige stad Schönebeck en de Landkreis Calbe de nieuwe Landkreis Schönebeck gevormd. Op 25 juli 1952 vond er in de DDR een tweede omvangrijke herindeling plaats, waarbij onder andere de deelstaten werden opgeheven en nieuwe Bezirke werden gevormd. De Landkreis Schönebeck werd omgevormd tot Kreis en gingen verschillende gemeenten op in de nieuwe Kreise Bernburg, Köthen en Staßfurt. Het overgebleven gebied werd uitgebreid met enkele gemeenten uit de oude Landkreise Burg en Bernburg.
Op 17 mei 1990 werd de kreis in Landkreis Schönebeck hernoemd. Bij de Duitse hereniging later dat jaar werd de landkreis onderdeel van het nieuw gevormde Land Saksen-Anhalt. Uiteindelijk werd de Landkreis Schönebeck in 2007 bij een grote bestuurlijke herindeling opgeheven en ging hij op in de Salzlandkreis.